# Matosinhos

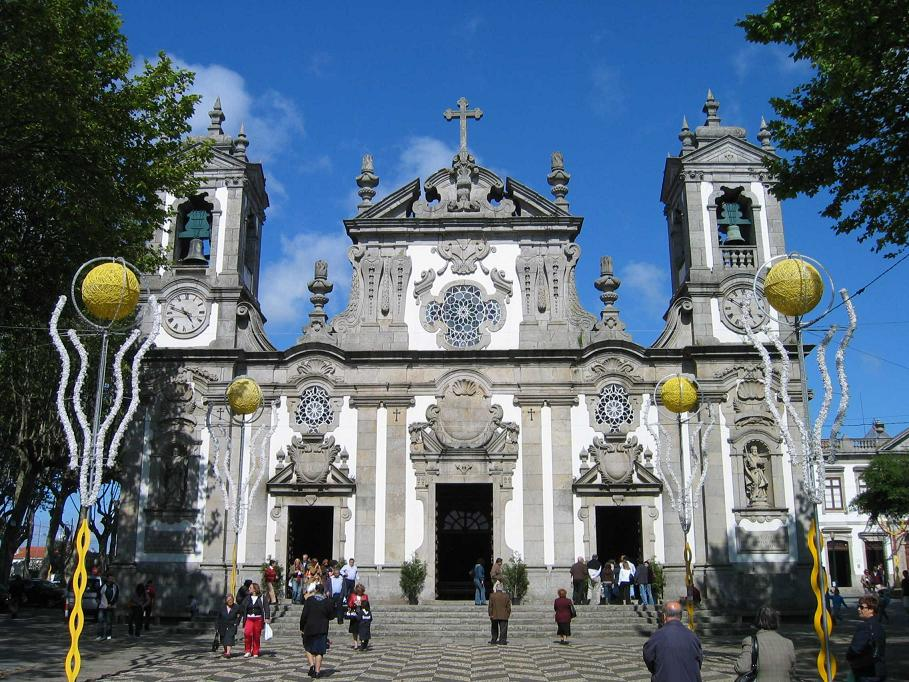
Iglesia de Matosinhos.

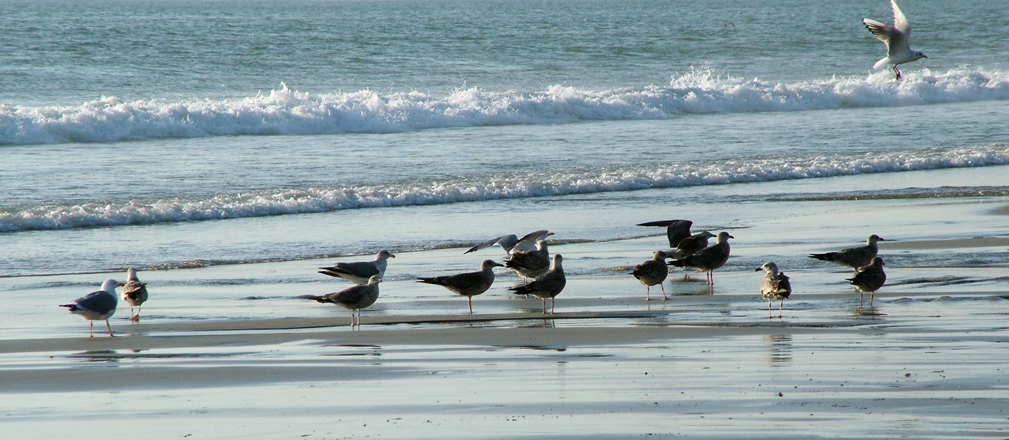
Gaviotas en la playa de Matosinhos.

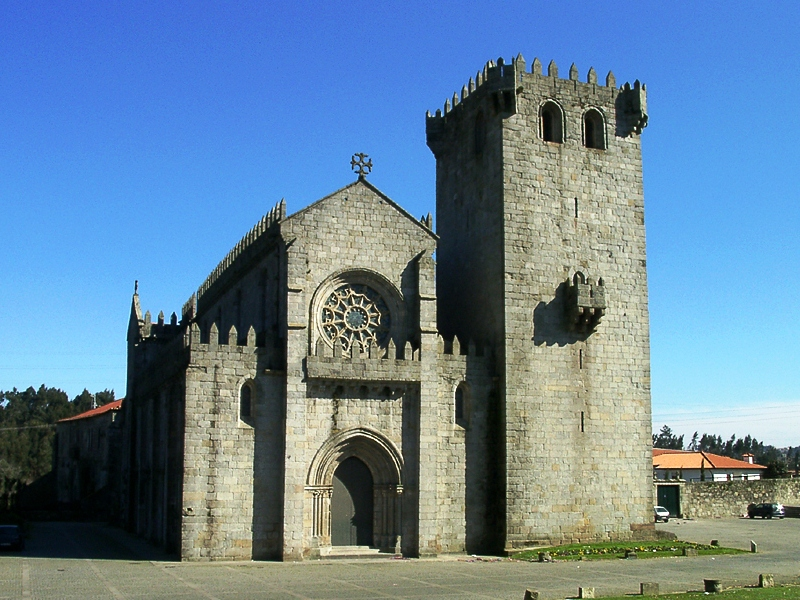
Monasterio de Leça do Balio.

Matosinhos o Matosiños es una ciudad portuguesa perteneciente al distrito de Oporto, Región estadística del Norte (NUTS II) y comunidad intermunicipal de Gran Área Metropolitana de Oporto (NUTS III).
Es sede de un pequeño municipio con 62,30 km² de área y 172 586 habitantes (2021), subdividido en 4 freguesias. 

## Geografía
Matosinhos, aunque es un municipio distinto a Oporto, forma parte del llamando “Gran Oporto”, y  por su cercanía y perfecta comunicación una parte de la población que trabaja y estudia en Oporto vive en Matosinhos. Es además, dueña de las más lindas playas  de la zona y de una zona de restaurantes privilegiada.

### Límites
El municipio limita al norte con el municipio de Vila do Conde, al noreste con Maia, al sur con Oporto y al oeste tiene costa en el océano Atlántico.

### Demografía
| Gráfica de evolución demográfica de Matosinhos entre 1849 y 2021 |
|                                                                  |
| Datos según el nomenclátor publicado por el INE portugués.       |

## Freguesias
Las freguesias de Matosinhos son las siguientes:
- Custóias, Leça do Balio e Guifões
- Matosinhos e Leça da Palmeira
- Perafita, Lavra e Santa Cruz do Bispo
- São Mamede de Infesta e Senhora da Hora

## Historia
Manuel I le concedió un fuero el 30 de septiembre de 1514. Fue elevada a ciudad el 28 de junio de 1984.
El municipio era llamado Bouças hasta 1909. Hasta el liberalismo constituía el Juzgado de Bouças.

## Conexiones
El municipio está conectado por la autopista A4 y la A28, con conexión fácil a la vía del cinturón interno (VCI) de Oporto.
Matosinhos tiene conexión con el Metro de Porto vía línea A, contando con 8 estaciones en superficie hasta Senhor de Matosinhos, estación término de la línea. También cuenta con conexión en MetroBus, un autobús de tránsito rápido (BRT) que conecta la Avenida da Boavista con la Casa da Música. La red de autobuses del área metropolitana de Oporto, operado por STCP, conecta Matosinhos con el resto del área urbana, siendo las conexiones con Matosinhos señalizadas con el prefijo 500 en el número de la línea de autobús.

## Monumentos y lugares de interés
- Iglesia do Bom Jesús de Matosinhos

- Monasterio de Leça do Balio

- En este municipio se encuentra el Puerto de Leixões, uno de los mayores del país.

## Hermanamiento
- Villagarcía de Arosa, España